# 訃報 2014年8月
訃報 2014年8月（ふほう 2014ねん8がつ）では、2014年8月に物故した、又は物故が報じられた人物についてまとめる。

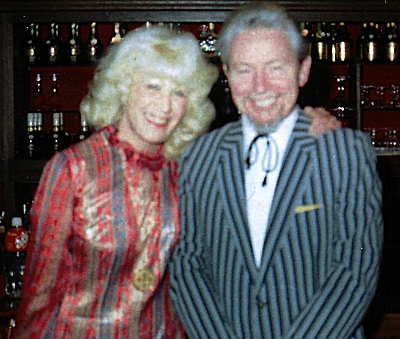
イベット・ジロー（左）／8月3日没

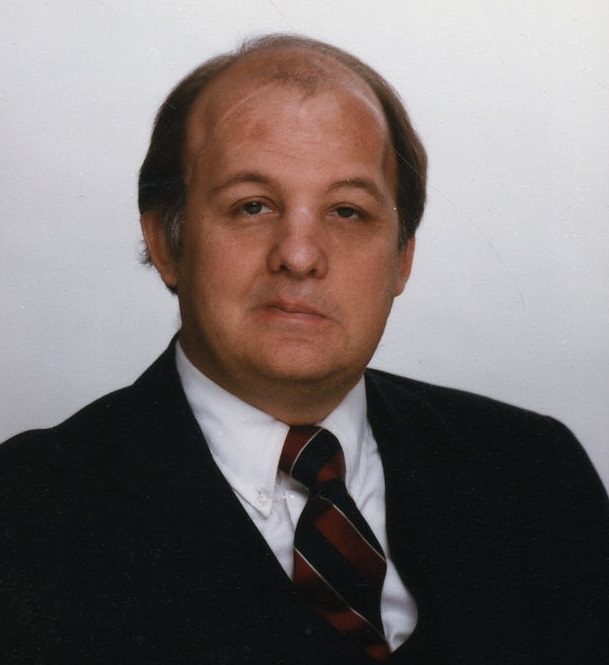
ジェイムズ・ブレイディ／8月4日没

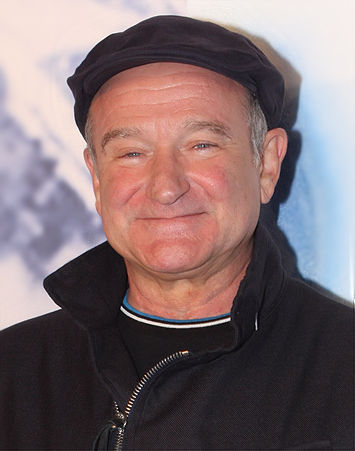
ロビン・ウィリアムズ／8月11日没

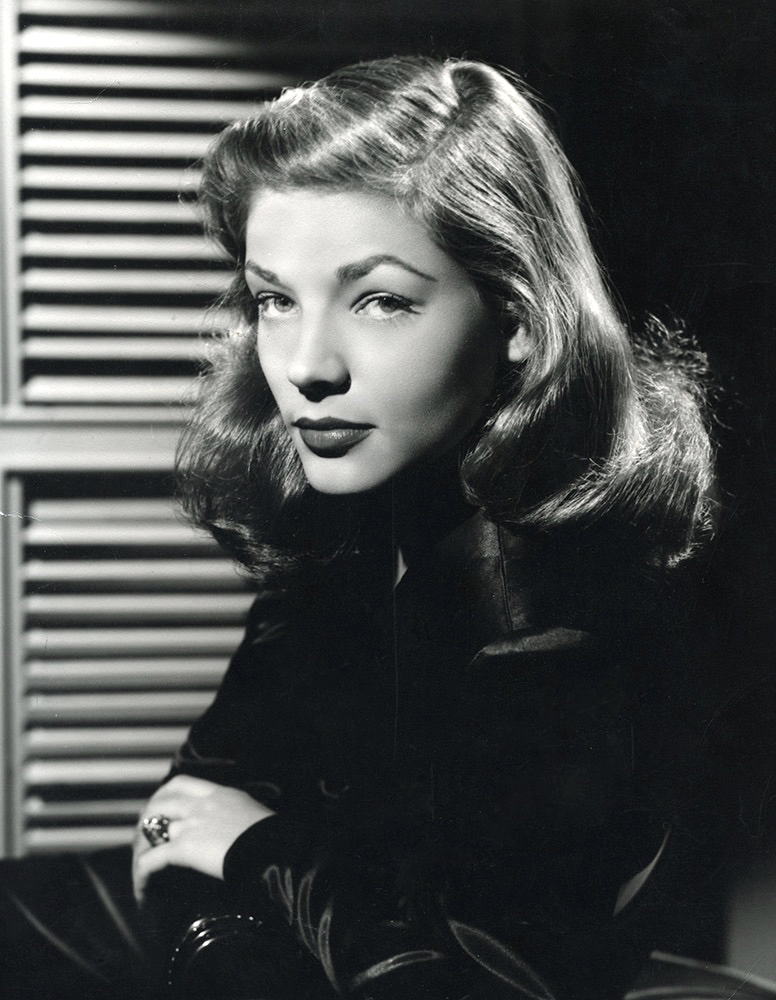
ローレン・バコール／8月12日没

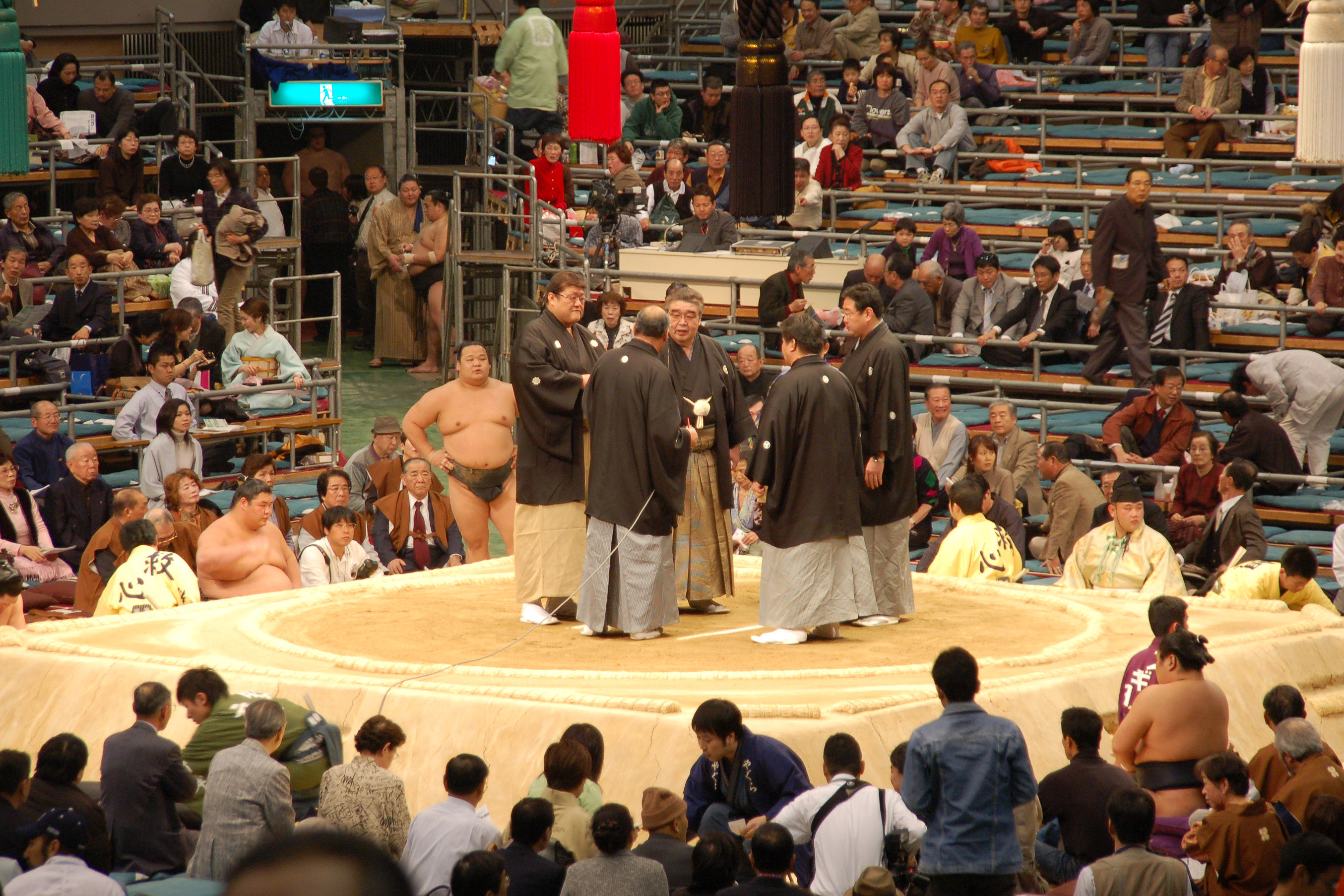
双津竜順一（土俵上に立つ勝負審判の中央）／8月12日没

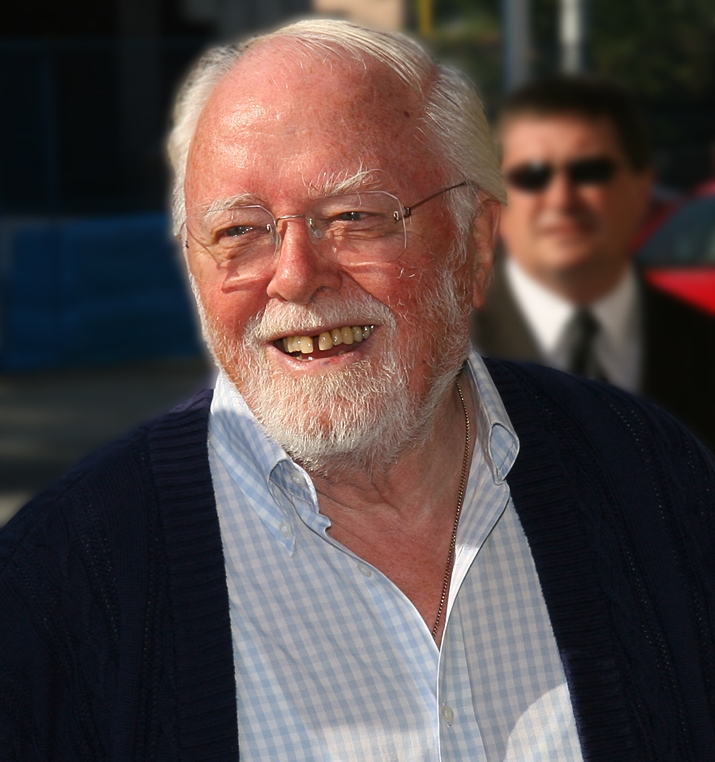
リチャード・アッテンボロー／8月24日没

## (1日 - 15日)
- 8月2日 - 島津久厚、日本の実業家、第23代学習院院長、丸十産業社長、島津茶園会長（* 1918年）[1]
- 8月2日 - 猪瀬彰三、日本の警察官、元皇宮警察本部長、元群馬県警本部長、元佐賀県警本部長（* 1922年?）[2]
- 8月2日 - 足高克巳、日本の政治家、元大阪市議会議長（* 1927年）[3]
- 8月2日 - 松村富広、日本の実業家、元NEC副社長、元トーキン社長（* 1930年?）[4]
- 8月2日 - 本清一雄、日本の政治家、元埼玉県越生町長（* 1932年?）[5]
- 8月2日 - 田北徹、日本の生態学者、長崎大学名誉教授（* 1936年）[6]
- 8月2日 - 長田あつし、日本の演歌歌手、殿さまキングスリーダー、オヨネーズメンバー（* 1940年）[7]
- 8月2日 - 笑福亭小松、日本の落語家（* 1957年）[8]
- 8月3日 - イベット・ジロー、フランスのシャンソン歌手（* 1916年）[9]
- 8月3日 - 大高善兵衛、日本の実業家、元ヨークベニマル社長（* 1934年?）[10]
- 8月3日 - 岡本健、日本の実業家、ひかりのくに社長、元日本書籍出版協会副理事長（* 1942年）[11]
- 8月3日 - 帯ひろ志、日本の漫画家、イラストレーター（* 1959年）[12]
- 8月4日 - 星野精助、日本の実業家、星野物産相談役（* 1915年）[13]
- 8月4日 - ジェイムズ・ブレイディ、アメリカ合衆国の官僚、ロナルド・レーガン政権時のホワイトハウス報道官（* 1940年）[14]
- 8月4日 - 磯田和一、日本のイラストレーター（* 1942年）[15]
- 8月5日 - 泉川美香子、日本の元宝塚歌劇男役（* 1914年）[16]
- 8月5日 - エフゲニー・アクショーノフ、日本在住のロシア人医師（* 1924年）[17]
- 8月5日 - 佐藤経明、日本の経済学者、横浜市立大学名誉教授（* 1925年）[18]
- 8月5日 - 江守幹男、日本の実業家、元日華化学社長、元江守商事社長（* 1929年）[19]
- 8月5日 - マンガ太郎、日本の漫画家、イラストレーター（* 1941年）[20]
- 8月5日【死去報道】 - マリリン・バーンズ、アメリカ合衆国の女優（* 1950年）[21]
- 8月5日 - 笹井芳樹、日本の発生学者・医学者（* 1962年）[22]
- 8月6日 - 山上樹実雄、日本の俳人（* 1931年）[23]
- 8月6日 - 皆川浩二、日本の実業家、前日本モーターボート競走会会長（* 1946年?）[24]
- 8月7日 - 佐藤正二郎、日本の音楽家、広島大学名誉教授、広島文化学園大学名誉教授（* 1913年）[25]
- 8月7日 - 東中光雄、日本の政治家、元日本共産党衆議院議員（* 1924年）[26]
- 8月7日 - 黒田貞太郎、日本の政治家、元岡山県奈義町長（* 1926年?）[27]
- 8月7日 - 角南攻、日本の漫画編集者、週刊ヤングジャンプ第2代編集長（* 1944年）[28]
- 8月8日 - 徳臣晴比古、日本の医学者、熊本大学名誉教授（* 1917年）[29]
- 8月9日 - レーモン・ベルティヨン、フランスの実業家、アイスクリーム店老舗「ベルティヨン」の創業者（* 1923年）[30]
- 8月9日 - 千葉徳男、日本の工学者、広島大学名誉教授（* 1924年）[31]
- 8月9日 - 小林達比古、日本の映画撮影監督（* 1949年）[32]
- 8月9日 - 中井康之、日本の元プロ野球選手【読売ジャイアンツ所属】（* 1954年）[33]
- 8月10日 - 加藤英継、日本の裁判官、元さいたま家庭裁判所所長（* 1944年）[34]
- 8月11日 - 井上龍吾、日本の実業家、元全日本空輸副社長（* 1935年?）[35]
- 8月11日 - 嵯峨京子、日本の女優（* 1941年）[36]
- 8月11日 - 広見和夫、日本の官僚、労働省〈現厚生労働省〉総務審議官（* 1941年）[37]
- 8月11日 - 柴田久寛、日本の政治家、社会民主党佐賀県連代表（* 1943年）[38]
- 8月11日 - ロビン・ウィリアムズ、アメリカ合衆国の俳優（* 1951年）[39]
- 8月12日 - ローレン・バコール、アメリカ合衆国の女優（* 1924年）[40]
- 8月12日 - 山岸八郎、日本の実業家、フジッコ創業者、社長（* 1929年）[41]
- 8月12日 - 高木陽子、日本の実業家、日本女子テニス連盟副会長（* 1941年）[42]
- 8月12日 - 金剛正裕、日本の大相撲力士、元二所ノ関部屋師匠（* 1948年）[43]
- 8月12日 - 双津竜順一、日本の大相撲力士、元時津風部屋師匠（* 1950年）[44]
- 8月13日 - 山内久司、日本のテレビプロデューサー（* 1931年）[45]
- 8月13日 - 高村規、日本の写真家（* 1932年）[46]
- 8月13日 - フランス・ブリュッヘン、オランダの指揮者、リコーダー奏者（* 1934年）[47]
- 8月13日 - エドゥアルド・カンポス、ブラジルの政治家、ブラジル大統領選挙候補者（* 1965年）[48]
- 8月14日 - 藤巻正生、日本の農学者、元お茶の水女子大学学長、東京大学名誉教授（* 1917年）[49]
- 8月14日 - 飯田幸雄、日本の実業家、元東海テレビ社長（* 1927年）[50]
- 8月14日 - 林敏弘、日本の体育学者、前日本ソフトテニス連盟会長、早稲田大学名誉教授（* 1934年?）[51]
- 8月14日 - 関本久子、日本の実業家、元セキモト社長（* 1928年）
- 8月15日 - リチア・アルバネーゼ、イタリアのソプラノ歌手（* 1909年）[52]
- 8月15日 - ヤン・エキエル、ポーランドのピアニスト・作曲家（* 1913年）[53]
- 8月15日 - 森川正昭、日本の政治家、元岐阜県恵那市長（* 1928年）[54]
- 8月15日 - 常磐津一巴太夫、日本の人間国宝、常磐津節の第一人者（* 1930年）[55]
- 8月15日 - 枝川公一、日本の評論家、ノンフィクション作家、翻訳家（* 1940年）[56]
- 8月15日 - 舩橋晴俊、日本の社会学者、法政大学教授（* 1948年）[57]
- 8月15日 - 里村博一、日本の実業家、第三銀行取締役（* 1956年）[58]

## (16日 - 31日)
- 8月16日 - 皆川和子、日本の音楽家、ひばり児童合唱団創設者（* 1923年）[59]
- 8月16日 - 塚本悦郎、日本のプロ野球選手（* 1924年）[60]
- 8月16日 - 木田元、日本の哲学者（* 1928年）[61]
- 8月17日 - 三島敏夫、日本の歌手（* 1926年）[62]
- 8月18日 - 関山信之、日本の政治家、元日本社会党衆議院議員（* 1934年）[63]
- 8月19日 - 小林恭、日本のバレエダンサー、小林恭バレエ団主宰（* 1931年?）[64]
- 8月19日 - 村木浩、日本の実業家、フジクリエイティブコーポレーション会長、元山陰中央テレビ社長・フジテレビ取締役（* 1937年）[65]
- 8月19日 - 脇村典夫、日本の実業家、元大林組社長（* 1939年）[66]
- 8月19日 - 中村守孝、日本の実業家、元静岡銀行副会長（* 1953年?）[67]
- 8月20日 - B.K.S.アイアンガー、インドのアイアンガーヨーガの創始者（* 1918年）[68]
- 8月20日 - 清水国雄、日本の宗教家、元天理教表統領（* 1922年?）[69]
- 8月20日 - 宮脇愛子、日本の彫刻家（* 1929年）[70]
- 8月21日 - 相馬大作、日本の政治家、元山形県酒田市長（* 1929年）[71]
- 8月21日 - アルバート・レイノルズ、アイルランドの政治家、元首相（* 1933年）[72]
- 8月22日 - 松崎鉄之介、日本の俳人（* 1918年）[73]
- 8月22日 - 渡辺惠孝、日本の僧侶、天台宗大僧正、延暦寺一山大慈院住職（* 1926年）[74]
- 8月22日 - 上原白水、日本の俳人、松山俳句協会会長（* 1927年）[75]
- 8月22日 - 是松恭治、日本の実業家、元ハリマセラミック社長（* 1934年?）[76]
- 8月23日 - 堀智範、日本の宗教家、真言宗御室派元管長、総本山仁和寺第47世門跡、天野山金剛寺座主（* 1919年?）[77]
- 8月23日 - 今吉衛、日本の政治家、元鹿児島県溝辺町長（* 1927年?）[78]
- 8月23日 - 細野ひろみ、日本の能楽師、能楽宝生流シテ方（* 1927年?）[79]
- 8月23日 - 川島保、日本のハンセン病国家賠償訴訟原告（* 1933年）[80]
- 8月23日 - 小田原紀雄、日本の日本基督教団牧師（* 1945年）[81]
- 8月23日 - 松野晴夫、日本の実業家、元アドバンテスト社長（* 1960年）[82]
- 8月23日 - アルベルト・エボッセ・ボジョンゴ、カメルーンのサッカー選手（* 1989年）[83]
- 8月24日 - リチャード・アッテンボロー、イギリスの映画監督、俳優（* 1923年）[84]
- 8月24日 - 土屋対雲、日本の書家、毎日書道展審査会員（* 1927年?）[85]
- 8月24日 - 幸正悟、日本の能楽師、能楽小鼓方幸流18世宗家（* 1941年）[86]
- 8月24日 - レオニード・スタドニク、ウクライナの人物、「世界一背の高い人物」の元ギネス記録認定者（* 1970年）[87]
- 8月25日 - 内田宏、日本の駐フランス大使（*1918年）[88]
- 8月25日 - 小野盛、最後のインドネシア元残留日本兵（* 1920年）[89]
- 8月25日 - 井口信洋、日本の工学者、早稲田大学名誉教授（* 1923年?）[90]
- 8月25日 - 孫振斗、広島原爆の被爆者、韓国人被爆者訴訟の元原告（* 1927年）[91]
- 8月25日 - 平田敏夫、日本のアニメーター、アニメーション演出家、アニメーション監督、映画監督（* 1938年）[92]
- 8月26日 - 門脇百男、日本の実業家、読売新聞東京本社社友、元テレビ岩手出向・局次長待遇（* 1916年?）[93]
- 8月26日 - 米倉斉加年、日本の俳優、演出家（* 1934年）[94]
- 8月26日 - 曽根中生、日本の映画監督、脚本家（* 1937年）[95]
- 8月26日 - 柳生勝、日本の実業家、ダイヘン会長（* 1943年）[96]
- 8月26日 - 半田雅和、日本の声優、ナレーター（* 1967年）[97]
- 8月27日 - 夏培粛、中華人民共和国の計算機科学者（* 1923年）[98]
- 8月28日 - アンドルー・ケイ、アメリカ合衆国のコンピュータ技術者、ケイプロ創業者（* 1919年）[99]
- 8月28日 - 杉山とく子、日本の女優（* 1926年）[100]
- 8月28日 - 中島徳博、日本の漫画家（* 1950年）[101]
- 8月29日 - 清水正男、日本の教育学者、信州大学名誉教授（* 1914年?）[102]
- 8月29日 - 大島秀信、日本の日本画家（* 1928年）[103]
- 8月29日 - 龍虎勢朋、日本の大相撲力士、俳優・タレント（* 1941年）[104]
- 8月29日 - ビョルン・ワルデガルド、スウェーデンのラリードライバー（* 1943年）[105]
- 8月30日 - 溝渕玉桜、日本の書家、毎日書道展審査会員（* 1931年?）[106]
- 8月30日 - 小野功龍、日本の雅楽演奏家、元相愛大学・相愛女子短期大学学長（* 1936年）[107]
- 8月30日 - 稲葉真弓、日本の作家、詩人（* 1950年）[108]
- 8月30日 - 黒柳恒男、日本のペルシャ文学者（* 1925年）[109]
- 8月31日 - 播野明、日本の実業家、元タマノイ酢社長（* 1922年?）[110]
- 8月31日 - 高木久雄、日本のドイツ文学者、京都大学・京都外国語大学名誉教授（* 1924年）[111]
- 8月31日 - ジョナサン・ウィリアムズ、イギリスのレーシングドライバー（* 1942年）[112]
- 8月31日 - イヴ・カルセル、フランスの実業家、元ルイ・ヴィトン会長・最高経営責任者（* 1948年）[113]